# جاكوب كيلاند
جاكوب كيلاند (بالنرويجية البوكمول: Jacob Kielland)‏ هو فيقار نرويجي، ولد في 26 يوليو 1841، وتوفي في 19 يونيو 1915.